# Hugo Kraft
Hugo Kraft (* 10. Februar 1866 in Hamburg; † 15. November 1925 ebenda) war ein deutscher Vizeadmiral der Kaiserlichen Marine.

## Leben
Hugo Kraft trat am 16. April 1883 (Crew 83) in die Kaiserliche Marine ein. Am 17. April 1886 wurde er Leutnant zur See, am 25. März 1890 Oberleutnant zur See, am 19. August 1896 Kapitänleutnant und am 8. Oktober 1902 Korvettenkapitän. 1888 war er als Kompanieoffizier in der II. Werftdivision (Wilhelmshaven).
Vom September 1905 bis 30. September 1907 war er Kommandeur des Kleinen Kreuzers Berlin. In dieser Position wurde er am 27. April 1907 zum Fregattenkapitän befördert. Er war dann bis Mai 1910 Abteilungschef im Admiralstab der Marine. Anschließend war er bis November 1911 Kommandant des Großen Kreuzers Scharnhorst. Von Januar 1911 bis März 1911 war er zusätzlich mit der Wahrnehmung der Geschäfte des Chefs des Kreuzergeschwaders beauftragt. Als Kapitän zur See (Beförderung am 13. Oktober 1908) war er vom 17. April 1912 bis 3. Oktober 1913 Kommandant des Linienschiffs Westfalen.
Von März 1914, ab 14. Juli 1914 Konteradmiral, bis März 1916 war Kraft Oberwerftdirektor der Werft in Wilhelmshaven. Anschließend war er, am 25. November 1916 zum Vizeadmiral befördert, bis August 1918 Direktor des Werftdepartements im Reichsmarineamt. Im Januar/Februar 1918 und erneut im Juni/Juli 1918 war er in Vertretung Chef des IV. Geschwaders. Zwischenzeitlich war er im April/Mai 1918 in Vertretung Chef des III. Geschwaders. Vom August 1918 bis November 1918 übernahm er dann das III. Geschwader als Chef. Während des Kieler Matrosenaufstands im November 1918 war er Kommandeur des III. Geschwaders, welches als Hauptunruheherd galt. Kraft ließ mehrere Matrosen und Heizer verhaften und trug damit zur Eskalation der Unruhe bei.
Am 8. Januar 1919 wurde er entlassen.